# FOAF

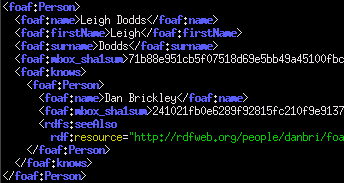
Captura de pantalla de un archivo FOAF RDF/XML en Emacs.

FOAF (Friend Of A Friend, literalmente "Amigo de un Amigo") es una ontología legible para las máquinas que describe a las personas, sus actividades y sus relaciones con otras personas y objetos.  Para hacer estas descripciones utiliza el Marco de Descripción (RDF por sus siglas en inglés) y el lenguaje de marcado OWL. Las computadoras pueden usar los perfiles FOAF para encontrar todas las personas que viven en Europa, por ejemplo, pues cada perfil tiene un identificador único (un correo electrónico, una URI o una página web personal) que es usado para definir las relaciones de ese objeto o persona con otro objeto o persona.

## Ejemplo
Un ejemplo sencillo de FOAF serializado en RDF/XML:
```
<rdf:RDF
  xmlns:rdf="http://www.w3.org/1999/02/22-rdf-syntax-ns#"
  xmlns:foaf="http://xmlns.com/foaf/0.1/"
  xmlns:rdfs="http://www.w3.org/2000/01/rdf-schema#">
  <foaf:Person>
    <foaf:name>Jimmy Wales</foaf:name>
    <foaf:mbox rdf:resource="mailto:jwales@bomis.com" />
    <foaf:homepage rdf:resource="http://www.jimmywales.com/" />
    <foaf:nick>Jimbo</foaf:nick>
    <foaf:depiction rdf:resource="http://www.jimmywales.com/aus_img_small.jpg" />
    <foaf:interest>
      <rdf:Description rdf:about="http://www.wikimedia.org" rdfs:label="Wikipedia" />
    </foaf:interest>
    <foaf:knows>
      <foaf:Person>
        <foaf:name>Angela Beesley</foaf:name>
      </foaf:Person>
    </foaf:knows>
  </foaf:Person>
</rdf:RDF>

```